# Pablo Paz
Pablo Ariel Paz Gallo (Bahía Blanca, 1973. január 27. –) korábbi argentin válogatott labdarúgó.
Az argentin válogatott tagjaként részt vett az 1998-as világbajnokságon és az 1996. évi nyári olimpiai játékokon.

## Sikerei, díjai
Argentína
- Olimpiai ezüstérmes (1): 1996